# Giacinto Cestoni
Giacinto (ou Diacinto) Cestoni (Montegiorgio, Ancona, 10 de maio de 1637 – 29 de junho de 1718) foi um botânico italiano.